# 吉岡晃
吉岡 晃（よしおか あきら、1968年1月12日 - ）は、日本の実業家。アスクル株式会社代表取締役社長最高経営責任者。

## 人物・経歴
千葉県出身。市川高等学校、青山学院大学理工学部卒業後、西洋環境開発入社。2001年アスクル入社。2005年アスクルメディカル＆ケアビジネスリーダー。2006年同統括部長。2011年同担当執行役員。2012年アスクル取締役BtoCカンパニーCOOに昇格。
2017年チャーム代表取締役会長兼任。アスクルのBtoCカンパニーCOOとしてLOHACOなどの事業の統括を務めていたが、2019年岩田彰一郎がヤフーやプラスにより株主総会でアスクル代表取締役社長を解任されると、後任の代表取締役社長 CEOに昇格し、LOHACO再建などによる業績回復にあたった。